# 原田泳幸
原田 泳幸（はらだ えいこう、1948年12月3日 - ）は、日本の実業家、エンジニア。株式会社原田泳幸事務所代表取締役。本名は原田 永幸（読み同じ）。長崎県佐世保市出身。
日本ナショナル金銭登録機株式会社、日本エヌ・シー・アール株式会社、横河・ヒューレット・パッカード株式会社での勤務を経て、シュルンベルジェグループ取締役、アップルコンピュータ株式会社取締役、同社長、Apple Computer, Inc.副社長、日本マクドナルド株式会社社長、日本マクドナルドホールディングス株式会社社長、株式会社ベネッセホールディングス社長、株式会社ゴンチャジャパン代表取締役会長兼社長兼CEO、ゴンチャグループ グローバルシニアリーダーシップチームメンバーなどを歴任した。

## 経歴
1948年12月3日に長崎県佐世保市で生まれる。長崎県立佐世保南高等学校を経て東海大学工学部通信工学科を卒業。1972年に日本ナショナル金銭登録機（現・日本NCR）にエンジニアとして入社。横河ヒューレット・パッカード（現・日本ヒューレット・パッカード）を経て、1983年にシュルンベルジェ取締役に就任。1990年にアップルコンピュータジャパンに入社。1994年に取締役に就任、1996年にはApple Computer（現・Apple）本社のヴァイスプレジデントを兼任する。
2021年2月6日、妻谷村有美の足や腕などをゴルフ器具で殴った暴行容疑で警視庁に逮捕された。同19日、傷害罪で罰金30万円の略式命令を受けた。

### アップルコンピュータ日本法人社長として
1997年4月、経営不振に陥ったアップルコンピュータ日本法人の代表取締役社長に就任。
2003年、Apple Store 銀座（現在地第1号店）をオープン。　
2004年2月、アップルコンピュータ株式会社（日本法人）社長を退任。

### 日本マクドナルドホールディングスCEOとして
アップルコンピュータジャパン社長を退任後、日本マクドナルドホールディングスと日本マクドナルドの代表取締役副会長兼CEOに就任。アメリカのマクドナルド本社からヘッドハンティングされる形となった事で、Macintoshの通称・愛称「マック」から、「原田氏、マックからマックへ転身」などと報道された。
社長就任後、日本マクドナルド創業者の藤田田が進めてきたバリュー戦略の見直しを次々に打ち出し、行き過ぎた安売りで失墜したマクドナルドのブランドイメージを短期間で建て直したとされた。
当時のマクドナルドは値段変動が多くブランド毀損しており、業績不振時には中華弁当（マックチャオ）やカツカレーまで出していた。ハンバーガー大学の人材教育カリキュラムが日本独自のカリキュラムだったり、「日本流」になりすぎていたマクドナルドから、サービス改善の指針としてROIPを導入してスタッフの動き方を世界各国のマクドナルドと合わせるなど、徹底的な世界基準へのシフトを行ったと主張している。就任1年目は品質、サービス、クリーンネス（QSC）の3つのみを徹底し、注文を受けてから出来立てを提供する「Made For You（メイド・フォー・ユー）」を全店舗で導入し商品の作り置きを廃止してフードロス削減と収益改善を図ったほか、就任2年目は客数を伸ばすために100円マックを開始し、客数が12.4％増加した。配送においてはロジスティクスの改革を行い、海外から日本に着くまでの物流（アウトバウンド）と、国内物流（インバウンド）を一気通貫にしたと主張している。日本だけが国内の物流企業に依頼しており、非効率であると考え排除したほか、日本のスタッフが世界のスタッフと繋がり、ノウハウを迅速に共有できる体制を整えたと主張している。
その後、最も「大きな改革」と言われたフランチャイズ事業の大幅なシフトへと移行し、直営店削減による人件費や店舗投資などのマクドナルド本体の経費負担の大幅圧縮を基に、7割直営・3割フランチャイズだったマクドナルドは、3割直営・7割フランチャイズにまで引き上げる目標を掲げた。藤田時代は店舗の3割はフランチャイズ店舗で、のれん分けのような形式で店長たちを独立させていたが、3割直営・7割フランチャイズに引き上げ、本社がメニュー開発や販売促進策の立案に注力するビジネスモデルに転換した。多数のフランチャイズ店舗と直営店が同じ商圏に混在しており、経営効率が悪かったため、商圏をマッピングし、店舗が重複ないようにしたと主張している。1オーナーに10店舗以上運営させ、フランチャイズのオーナー数を460社から200社まで減らし、オーナー数は減らしながら店舗は1社10店舗以上運営させることでフランチャイズ店舗の数を伸ばしたと主張している。サテライトの小さな店舗があり、マクドナルドのメニュー全てを提供できない店舗もあったため、ブランドに合わない店舗は改装、撤退したが、撤退したフランチャイズオーナーの家族から、店を潰さないことを要望した手紙を受け取ったこともあったとしている。ドライブスルーにおいては車が入らなく道に溢れていたため、いつも混雑している印象を与え、顧客が離れていったこともあったが、それも改善されたと主張している。
2007年11月、マクドナルドの店舗が賞味期限切れの野菜を使ったサラダを販売していることが発覚。すぐに該当店舗のフランチャイズ契約を破棄し、明朝6時までに直営店に変えさせた後、早朝にプレスリリースを出して緊急記者会見を行った。テレビクルーが150人ほどいる中で原田は絶対に頭を下げず、あえてネクタイも赤色を付けたという。謝罪会見であれば赤色のネクタイは本来付けないが、頭を下げればその映像が全国に流れてしまい、全国の店舗の売上が下がることになると思い、記者のどんな厳しい質問にも淡々と答えたと本人は語っている。
経営手腕の評価から、2009年12月に「GQ Men of the Year 2009」の一人に選ばれ、2011年10月には日本経団連の関連組織である経済広報センターより「企業広報経営者賞」を受賞した。
2009年、GQ MEN OF THE YEAR 2009を受賞。
2013年6月にソニーとベネッセホールディングスの社外取締役に就任、2013年8月に日本マクドナルドの社長とCEOを退任、2014年3月に日本マクドナルドホールディングスと日本マクドナルドの代表権を返上、両企業の取締役会長に就任。原田の後任は「60秒キャンペーン」「カウンターメニューの撤廃」を行ったが、これらは全部失敗に終わり、売り上げが下がったことで原田の退任に繋がったと報道されたが、原田はCOOを解任し、自身も退任したため、業績不振で退任を決意したわけではないと主張している。

### ベネッセホールディングス社長として
2014年6月に前年から社外取締役として在任していたベネッセホールディングスの代表取締役会長兼社長に就任。社長就任直後に2000万件余の個人情報が情報漏洩したベネッセ個人情報流出事件が発覚した。2014年10月よりベネッセコーポレーションの代表取締役社長を兼任する。
2015年3月に日本マクドナルドホールディングス取締役会長及び日本マクドナルド取締役会長を退任。
2016年6月にベネッセホールディングス代表取締役会長兼社長及びベネッセコーポレーション代表取締役社長を退任。
2019年6月にソニーの社外取締役を退任。

### ゴンチャジャパンCEOとして
2019年12月、ゴンチャジャパンの代表取締役会長兼社長兼CEOに就任。
2021年2月7日、妻への暴行容疑で警視庁渋谷署に逮捕された報道等を受け、調査完了まで休職中である旨がゴンチャジャパンから発表された。2月19日、東京簡易裁判所において略式手続により傷害罪で罰金30万円の略式命令を受け、即日納付した。
同年2月24日、ゴンチャジャパンの代表取締役会長兼社長兼CEOを「一身上の都合により」辞任。

### えがおCEOとして
2022年5月16日、えがおのCEOに就任した。

## 人物
2002年にシンガーソングライターの谷村有美と結婚。
毎朝約10キロ走るなど、ランニングを趣味としている。東京マラソンに2011年から8回連続で参加し、ベストタイムは2012年の4時間2分。
趣味はプロ並の腕前を持つというドラム演奏。

## 略歴
- 1972年
  - ?月 - 東海大学工学部通信工学科卒業[4]。
  - 4月 - 日本ナショナル金銭登録機株式会社（現・日本NCR株式会社）入社[26]。
- 1980年11月 - 横河ヒューレット・パッカード株式会社（現・日本ヒューレット・パッカード株式会社）入社[26]。
- 1983年1月 - シュルンベルジェ株式会社取締役 マーケティング部部長兼ATE事業部部長[3]。
- 1990年8月 - アップルコンピュータジャパン株式会社入社 マーケティング部部長[3]。
- 1993年10月 - アップルコンピュータ株式会社 ビジネスマーケット事業部事業部長兼マーケティング本部本部長[3]。
- 1994年10月 - アップルコンピュータ株式会社取締役 マーケティング本部本部長[3]。
- 1995年 - ハーバード・ビジネス・スクール アドバンスド・マネジメント・プログラム修了[3]。
- 1996年6月 - Apple Computer（現・Apple）ヴァイスプレジデント ワールドワイドコンシューマーマーケティング・SOHO担当[3]。
- 1997年
  - 4月
    - アップルコンピュータ株式会社代表取締役社長[26]。
    - Apple Computer（現・Apple）副社長[26]。
- 2004年
  - 2月 - 日本マクドナルド株式会社代表取締役副会長兼CEO[27]。
  - 3月 - 日本マクドナルドホールディングス株式会社代表取締役副会長兼CEO[28]。
  - 5月
    - 日本マクドナルドホールディングス株式会社代表取締役副会長兼社長兼CEO[29]。
    - 日本マクドナルド株式会社代表取締役副会長兼社長兼CEO[26]。
- 2005年
  - 3月
    - 日本マクドナルドホールディングス株式会社代表取締役会長兼社長兼CEO[30]。
    - 日本マクドナルド株式会社代表取締役会長兼社長兼CEO[31]。
- 2013年
  - 6月
    - ソニー株式会社社外取締役[32]。
    - 株式会社ベネッセホールディングス社外取締役[33]。

  - 8月 - 日本マクドナルド株式会社代表取締役会長[34]。
- 2014年
  - 3月
    - 日本マクドナルドホールディングス株式会社取締役会長[35]。
    - 日本マクドナルド株式会社取締役会長[36]。

  - 4月 - 株式会社ベネッセホールディングス取締役[37]。
  - 6月 - 株式会社ベネッセホールディングス代表取締役会長兼社長[37]。
  - 10月
    - 株式会社ベネッセホールディングス代表取締役会長兼社長 国内教育カンパニー長[38]。
    - 株式会社ベネッセコーポレーション代表取締役社長[38]。
- 2015年3月 - 日本マクドナルドホールディングス株式会社退職[39]。
- 2016年
  - 6月
    - 株式会社ベネッセホールディングス退職[40]。
    - 株式会社原田泳幸事務所を設立、代表取締役に就任[41]。
- 2019年
  - 12月
    - 株式会社ゴンチャジャパン代表取締役会長兼社長兼CEO[18]。
    - ゴンチャグループ グローバルシニアリーダーシップチームメンバー[18]。
- 2021年
  - 2月
    - 7日 - 自宅で妻に暴力を振るったとして渋谷署に逮捕される[42]。
    - 19日 - 東京区検から傷害罪で略式起訴された。東京簡裁は同日、罰金30万円の略式命令を出し、原田元社長は即日納付[43]。
    - 25日 - 株式会社ゴンチャジャパン 代表取締役会長兼社長兼CEO、ゴンチャグループ グローバルシニアリーダーシップチームメンバーを辞任[21]。
- 2022年5月 - 株式会社えがおCEOに就任[23]。

## テレビ出演
- 日経スペシャル カンブリア宮殿 （テレビ東京）
  - 「経験を生かして強みを伸ばせ！」（2006年12月11日）[44]
  - どうすれば変われるか？"マック改革"の全貌（2012年3月22日）[45]

## 書籍

### 単著
- 『とことんやれば、必ずできる 創造力が目を覚ます』（2005年4月23日、かんき出版）ISBN 978-4761262433
- 『ハンバーガーの教訓 消費者の欲求を考える意味』（2008年1月10日、角川書店（角川oneテーマ21））ISBN 978-4047101296
- 『日本マクドナルド社長が送り続けた101の言葉 人生はマーケティング』（2008年2月19日、かんき出版）ISBN 978-4761265021
- 『勝ち続ける経営 日本マクドナルド原田泳幸の経営改革論』（2011年12月7日、朝日新聞出版）ISBN 978-4023310162
- 『大きく、しぶとく、考え抜く。 原田泳幸の実践経営論』（2012年9月26日、日本経済新聞出版社）ISBN 978-4532318260
- 『成功を決める「順序」の経営 勝つためには戦略の順番を間違えるな』（2013年6月3日、日経BP社）ISBN 978-4-8222-7419-1
- 『ストイックなんて無用だ』（2013年9月19日、ポプラ社 ポプラ新書）ISBN 978-4-591-13634-8
- 『掟破り 逆境を力に変え挑み続けるための111の言葉』（2013年10月23日、かんき出版）ISBN 9784761269524
- 『バトンタッチ 若きビジネスパーソンへ伝えたいこと』（2014年2月27日、SBクリエイティブ）ISBN 9784797376142
- 『原田泳幸の仕事の流儀（2014年3月1日、角川書店） ISBN 978-4041106969

### 共著
- 『マクドナルドの経済学』（共著者:伊藤元重）（2012年3月22日、PHP研究所）ISBN 978-4569796628